# Ha-seong Kim
Dans ce nom coréen, le nom de famille, Kim, précède le nom personnel.
Ha-seong Kim, né le 17 octobre 1995 à Bucheon en Corée du Sud, est un joueur coréen de baseball évoluant en tant qu'arrêt-court pour les Padres de San Diego après sept saisons jouées dans le championnat de Corée du Sud de baseball avec les Kiwoom Heroes.

## Biographie

### États-Unis

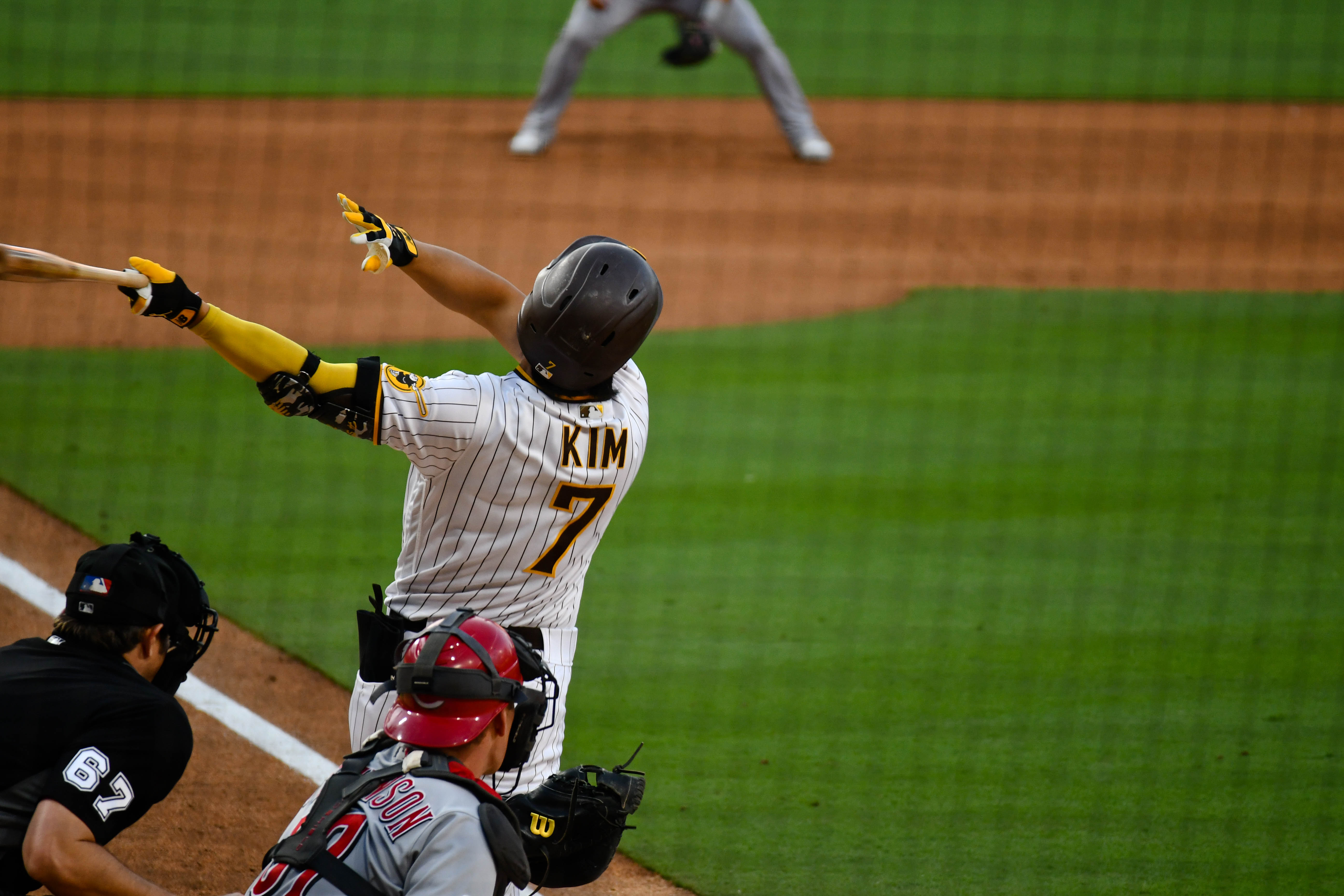
Kim au bâton en Ligue majeure de baseball.

En décembre 2020, Kim signe un contrat de quatre ans d'une valeur de 28 millions de dollars avec les Padres de San Diego des Ligues majeures de baseball. Lors de sa première saison dans la ligue majeure, en 2021, la recrue rencontre des difficultés au bâton et termine avec une moyenne de 202. Préparé pour la vitesse et les trajectoires des lancers du championnat, il passe un cap en 2022 et s'illustre comme l'un des meilleurs défenseurs de la ligue tout en frappant en même temps avec une moyenne de 299 au bâton. Le joueur coréen devient titulaire des Padres au poste d'arrêt-court après la suspension de 80 matchs de leur vedette Fernando Tatís Jr.,. Le 26 août 2022, Kim réussit un record personnel de cinq points produits dans la victoires 13 à 5 contre les Royals de Kansas City.